# Àcid sulfúric
L'àcid sulfúric és un oxoàcid de fórmula {\displaystyle {\ce {H2SO4}}}. És un àcid fort i dipròtic molt corrosiu. Dissolt en aigua o altres solvents dipolars es descompon immediatament en l'ió sulfat {\displaystyle {\ce {SO4^2-}}} i forma sals amb aquest nom en associació amb diversos cations. És la substància química que la indústria produeix en major quantitat en el món (unes 200 milions de tones cada any), essent el seu principal ús l'obtenció d'adobs. Tanmateix al voltant de 20 processos industrials l'empren en menors quantitats. És deshidratant i, en contacte amb materials orgànics, els carbonitza, per la qual cosa és molt perillós el seu contacte.

## Història
Els alquimistes ja coneixien i empraven l'àcid sulfúric. El preparaven escalfant a altes temperatures sulfats naturals i dissolent després en aigua el triòxid de sofre format. En el segle xv, Basilius Valentinus l'obtingué destil·lant sulfat de ferro(II) amb arena. El sulfat de ferro(II) heptahidratat {\displaystyle {\ce {FeSO4*7H2O}}} era anomenat vitriol de ferro, i el sulfat de coure(II) pentahidratat {\displaystyle {\ce {CuSO4*5H2O}}}, del qual també s'obtenia àcid sulfúric, vitriol blau, per la qual cosa l'àcid obtingut l'anomenaven oli de vitriol i esperit de vitriol.
En el segle xvii el químic alemany Johann Rudolph Glauber preparà àcid sulfúric cremant sofre {\displaystyle {\ce {S}}} amb nitrat de potassi {\displaystyle {\ce {KNO3}}} en presència de vapor d'aigua. El nitrat oxida el sofre a triòxid de sofre {\displaystyle {\ce {SO3}}} que reacciona amb el vapor d'aigua donant àcid sulfúric. El 1736 el farmacèutic anglès Joshua Ward emprà aquest mètode per produir àcid sulfúric en gran quantitat.

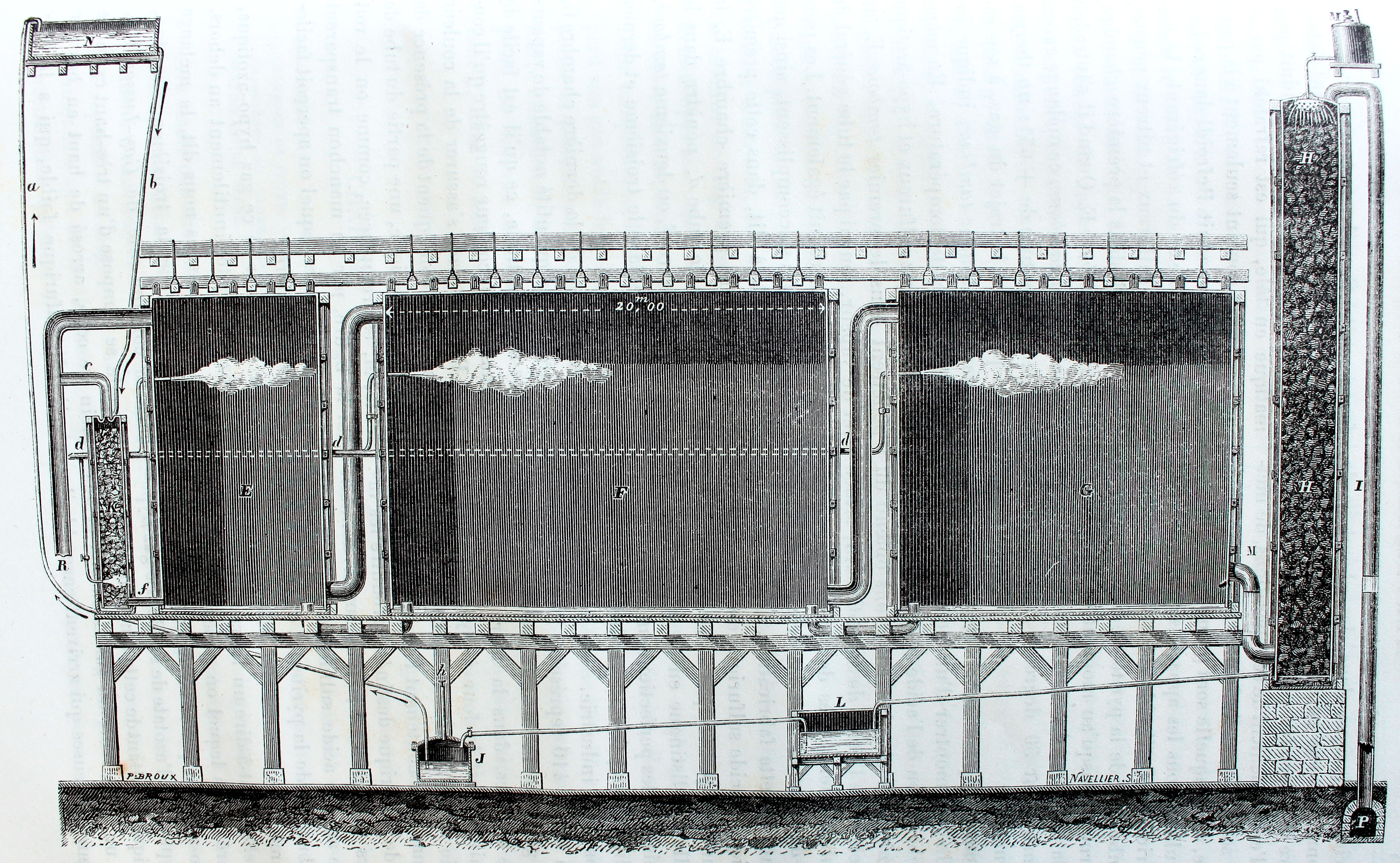
Cambres de plom

El 1746 a Birmingham, Anglaterra, John Roebuck produí àcid sulfúric en unes cambres de plom disposades en línia. Aquest mètode fou posteriorment millorat i fou conegut com a procés de les cambres de plom i emprat durant uns dos-cents anys. El mètode inicial de Roebuck produïa àcid sulfúric del 35–40% i fou millorat pel químic francès Joseph-Louis Gay-Lussac i per l'anglès John Glover aconseguint un producte de concentració del 78%. Tanmateix, la fabricació d'alguns tints i altres processos químics requerien un producte més concentrat, i durant el segle xviii això només podia aconseguir-se destil·lant minerals seguint una tècnica similar als processos alquímics originals. La pirita, formada per disulfur de ferro, {\displaystyle {\ce {FeS2}}} s'escalfava en aire per donar sulfat de ferro(II) {\displaystyle {\ce {FeSO4}}}, que després s'escalfava en aire per donar sulfat de ferro(III) {\displaystyle {\ce {Fe2(SO4)3}}}. Aquest en escalfar-se a 480 °C es descomponia en òxid de ferro(III) {\displaystyle {\ce {Fe2O3}}}i triòxid de sofre {\displaystyle {\ce {SO3}}}. Finalment aquest gas es feia passar per aigua donant àcid sulfúric concentrat.
El 1831 l'industrial de Bristol, Anglaterra, Peregine Phillips patentà el procés de contacte, on el diòxid de sofre obtingut torrant pirita en aire era oxidat a triòxid de sofre mitjançant la reacció amb aire catalitzada per platí a alta temperatura. Però la poca demanda d'àcid sulfúric concentrat va fer que el procés no començàs a emprar-se fins al 1875 a Friburg de Brisgòvia, Alemanya. El 1915 la companyia alemanya BASF descobrí que podia empra-se òxid de vanadi(V) {\displaystyle {\ce {V2O5}}} com a catalitzador i això, juntament amb l'augment de demanda d'àcid sulfúric concentrat, dugué a abandonar el procés de les cambres de plom i substituir-lo pel procés de contacte. Aquest gairebé tota la indústria empra aquest mètode per a la producció d'àcid sulfúric, segons una versió millorada que es coneix com a procés de doble contact i doble absorció.

## Estat natural

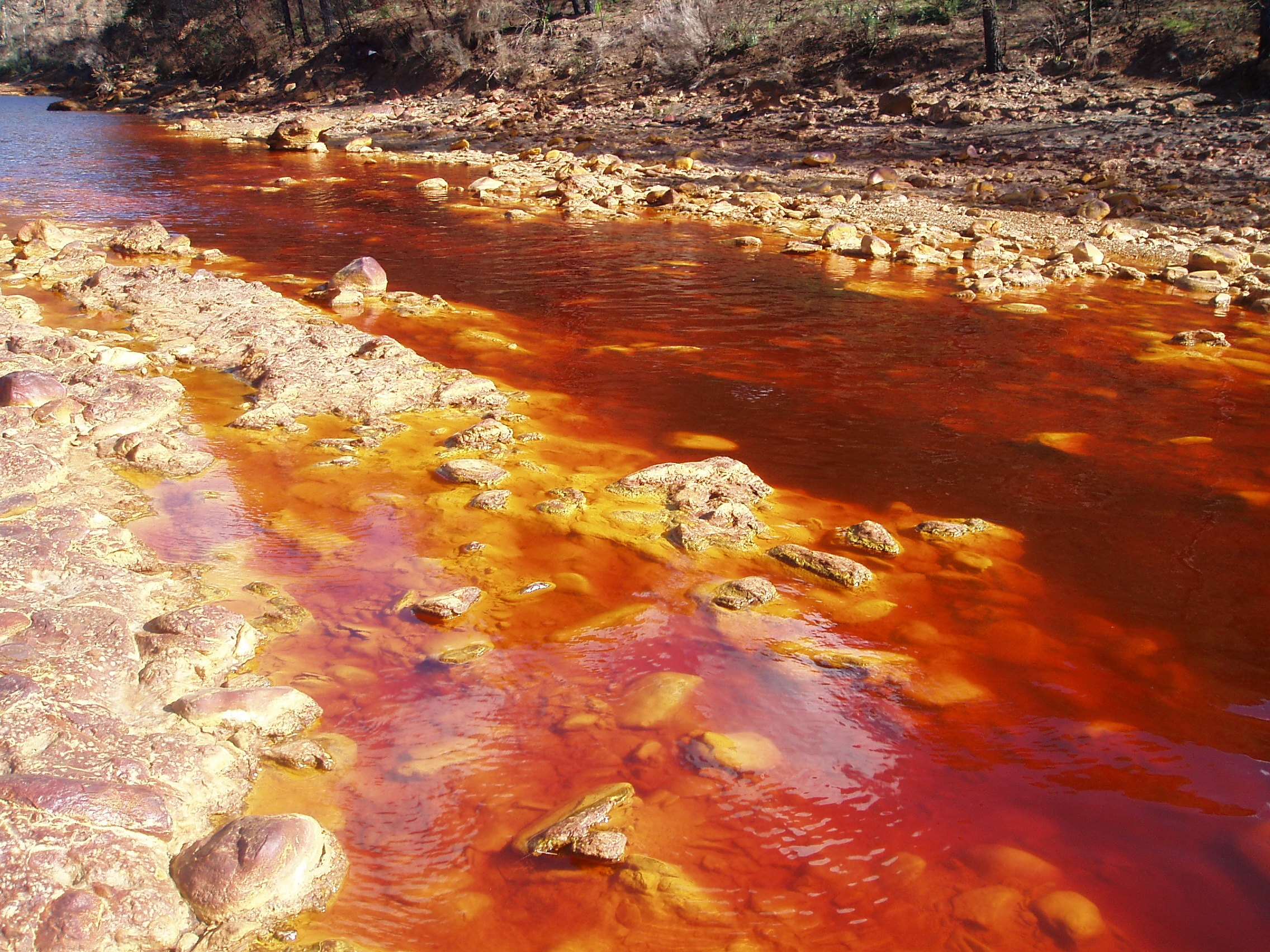
Aigua del riu Tinto

L'àcid sulfúric no es troba habitualment a la naturalesa. De forma excepcional es pot trobar en aigües de rius que discorren per zones properes a volcans, guèisers o on hi ha dipòsits de sulfurs. En el primer cas el trobem a les aigües del riu Vinagre que discorren prop del volcà Puracé, departament del Cauca, Colòmbia; en el segon al parc Nacional de Yellowstone, Wyoming, EUA, on l'àcid sulfúric es forma a prop de les fonts termals sulfuroses com a resultat de l'oxidació d'exhalacions de sulfur d'hidrogen {\displaystyle {\ce {H2S}}} per oxigen atmosfèric; i en el tercer cas al riu Tinto a Huelva que discorre per dipòsits hidrotermals de pirita i calcopirita, els quals sofreixen una oxidació microbiològica provocada pels bacteris Acidithiobacillus ferrooxidans, Leptospirillum ferrooxidans entre d'altres, donant àcid sulfúric que disminueix el pH de l'aigua a valors d'1,7 i 2,7, així com la dissolució de metalls que són la causa del característic color a vi del riu.
Les emissions dels volcans de diòxid de sofre {\displaystyle {\ce {SO2}}} i la crema de combustibles fòssils que també produeixen aquest òxid, provoquen que es formi àcid sulfúric en l'atmosfera, prèvia oxidació a triòxid de sofre {\displaystyle {\ce {SO3}}}i posterior reacció amb l'aigua. Aquest àcid pot precipitar amb l'aigua de pluja, fenomen que es coneix amb el terme pluja àcida i que provoca la destrucció d'ecosistemes i el mal de la pedra.

## Estructura

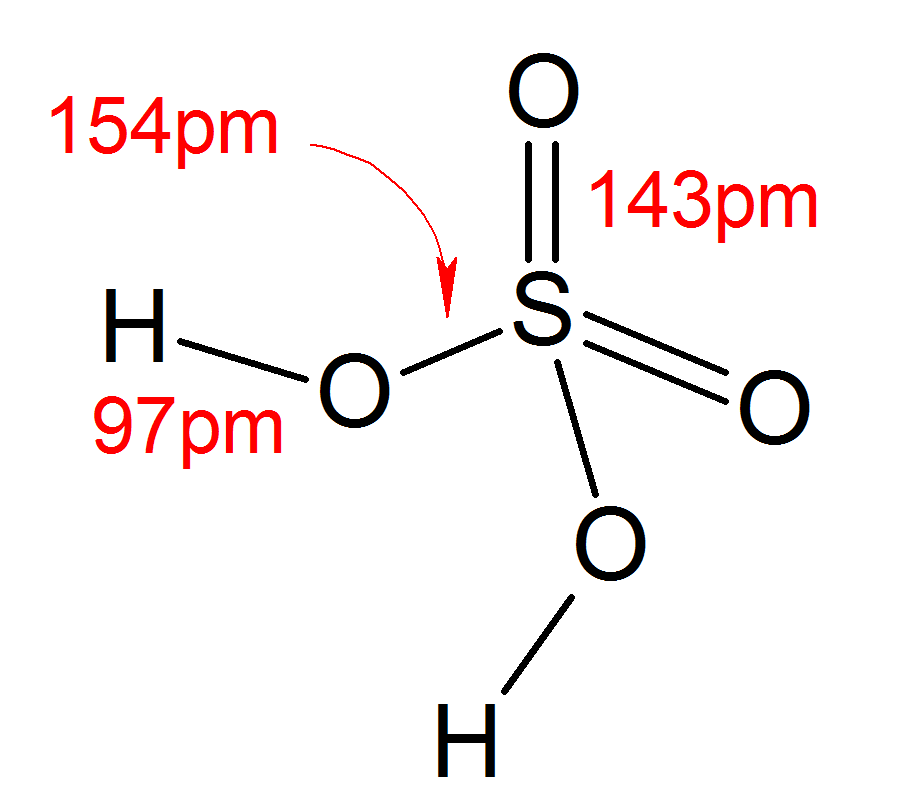
Estructura i longituds d'enllaç de la molècula d'àcid sulfúric.

La molècula d'àcid sulfúric té una forma tetraèdrica, l'àtom de sofre ocupa una posició central al mig del tetraedre i els oxígens se situen sobre el vèrtexs del tetraedre. El sofre empra orbitals híbrids sp3 per formar enllaços simples σ amb els oxígens. Dos d'aquests s'uneixen cadascun amb un hidrogen mitjançant també enllaços σ. Aquests oxígens empren també orbitals híbrids sp3. Els altres oxígens empren orbitals híbrids sp² amb els quals formen enllaços σ amb el sofre, deixant un orbital p lliure que pot formar enllaços π amb orbitals d del sofre. Les longituds d'enllaç són 154 pm pels dos enllaços {\displaystyle {\ce {S-O}}} i 143 pm pels altres dos enllaços {\displaystyle {\ce {S=O}}}.

## Propietats

### Propietats físiques

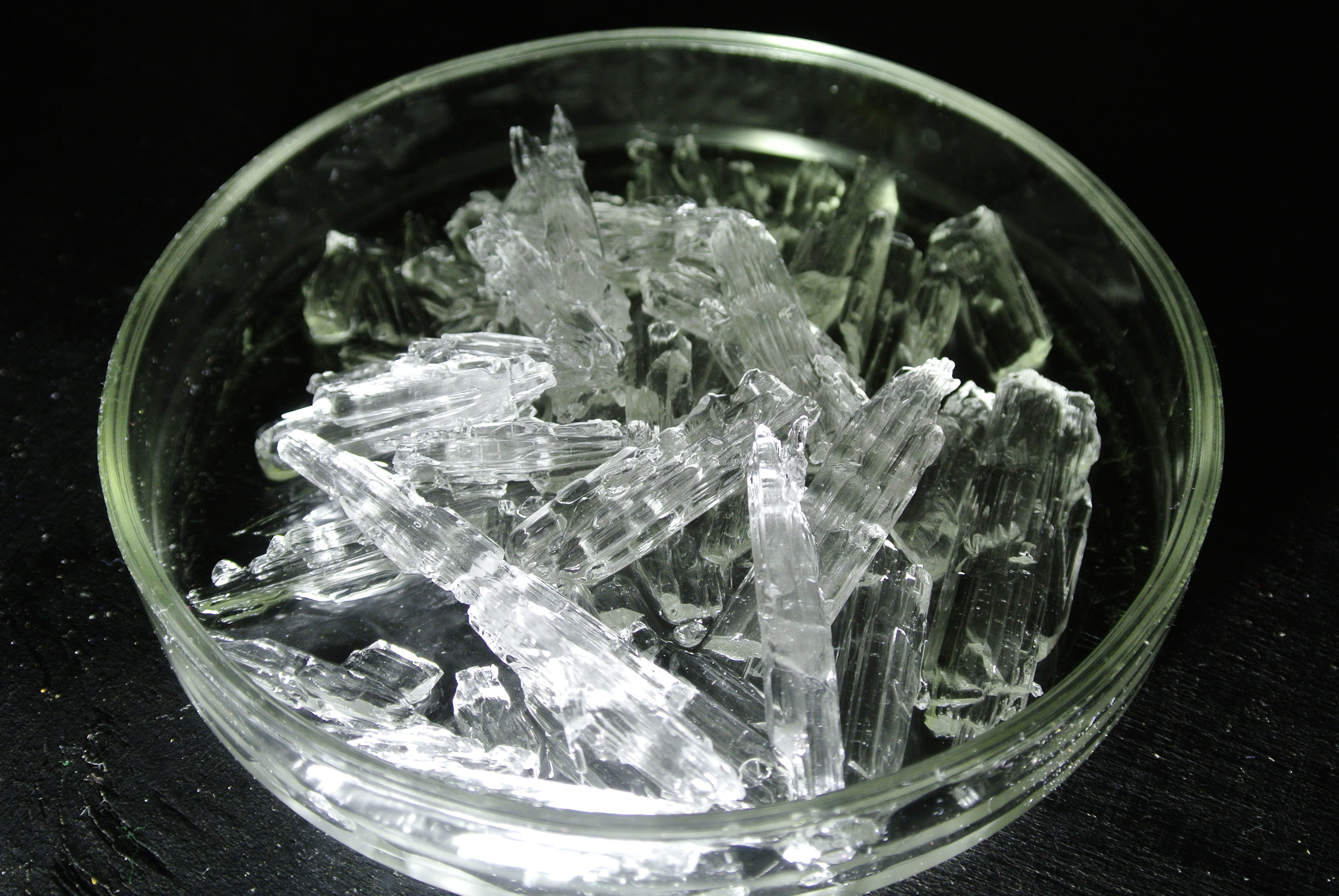
Cristalls d'àcid sulfúric

L'àcid sulfúric pur és un líquid a temperatura ambient, incolor, d'aspecte oliós i densitat 1,834 g/cm³ a 15 °C. Es congela a 10,37 °C, donant un sòlid cristal·lí incolor que cristal·litza en el sistema monoclínic. En escalfar-lo es descomponen en triòxid de sofre {\displaystyle {\ce {SO3}}} i aigua:
{\displaystyle {\ce {H2SO4 -> SO3 + H2O}}}
El triòxid de sofre es desprèn i l'aigua dilueix l'àcid sulfúric que queda. Es forma una mescla de punt d'ebullició constant a 317 °C que té una proporció d'àcid sulfúric del 98,54 %. És un mal conductor de l'electricitat, la baixa conductivitat observada és deguda a la petita auto-ionització representada per:
{\displaystyle {\ce {2H2SO4 <=> HSO4- + H3SO4+}}}

### Propietats químiques

#### Calor de dissolució
L'àcid sulfúric es mescla amb aigua en totes proporcions. El procés de dissolució és molt exotèrmic (ΔH° = –85,35 kJ/mol). Per aquesta raó en diluir àcid sulfúric cal addicionar l'àcid sobre l'aigua en petites proporcions.

#### Acció deshidratant

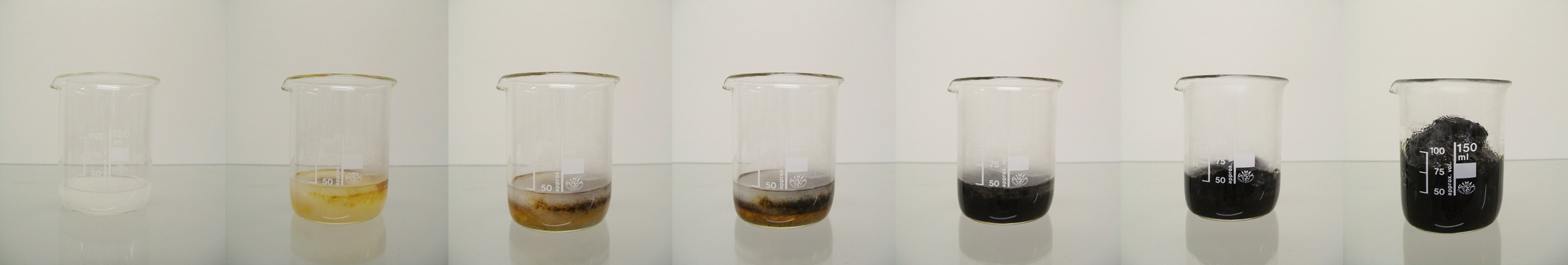
Etapes de carbonització del sucre per l'àcid sulfúric segons la reacció C12H22O11 -> 12C + 11H2O

En dissoldre's àcid sulfúric dins d'aigua es formen una sèrie d'hidrats ({\displaystyle {\ce {H2SO4*H2O}}}, {\displaystyle {\ce {H2SO4*2H2O}}}, {\displaystyle {\ce {H2SO4*3H2O}}} i {\displaystyle {\ce {H2SO4*4H2O}}}). Aquesta reacció amb l'aigua és tan pronunciada que l'àcid sulfúric, a més d'eliminar l'aigua dels materials que la contenen, també extreu hidrogen i oxigen dels composts químics, especialment si la seva proporció és la mateixa que la de l'aigua. Així el paper i la fusta, constituïts en la seva major part per cel·lulosa {\displaystyle {\ce {(C6H10O5)_{x}}}}, i el sucre, format per sacarosa {\displaystyle {\ce {C12H22O11}}}, es carbonitzen en contacte amb àcid sulfúric.

#### Acció oxidant

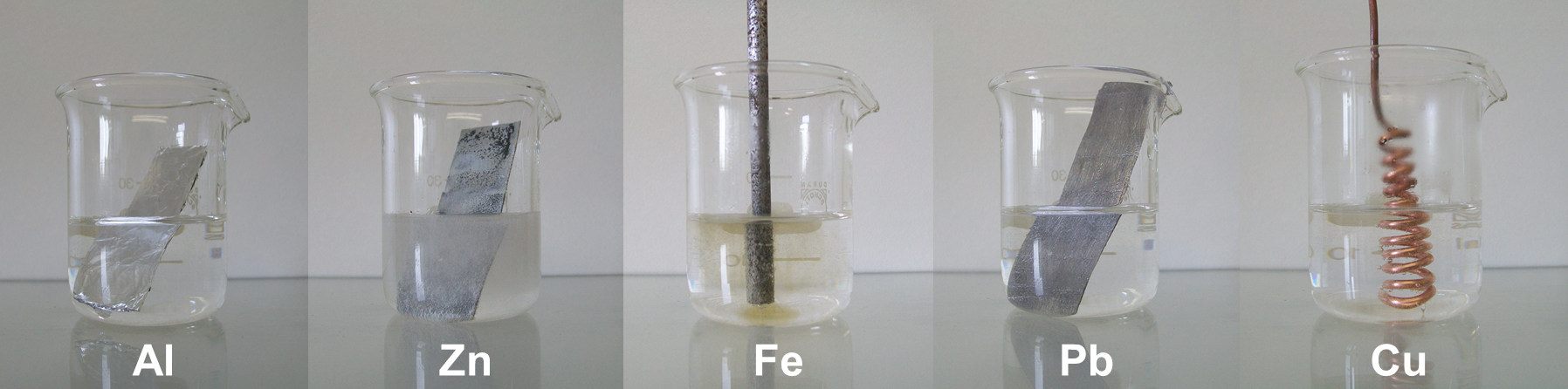
Reacció de diferents metalls amb àcid sulfúric diluït

Les intenses propietats oxidants observades de l'àcid sulfúric es deuen a la presència de triòxid de sofre {\displaystyle {\ce {SO3}}}. Tanmateix si no hi ha aquest òxid, per addició d'una petita quantitat d'aigua, també presenta propietats oxidants a causa de la molècula d'{\displaystyle {\ce {H2SO4}}}. El poder oxidant disminueix amb la dilució, per desaparició de les molècules amb formació d'ions {\displaystyle {\ce {HSO4-}}} i {\displaystyle {\ce {SO4^2-}}}. Així l'ordre de més a menys oxidant és: {\displaystyle {\ce {SO3 > H2SO4 > HSO4- > SO4^2-}}}.
En medi àcid la semireacció de reducció és:
{\displaystyle {\ce {SO4^2- + 4H+ + 2e -> SO2 + 2H2O}}}

L'àcid sulfúric concentrat oxida i dissol metalls menys reductors que l'hidrogen (potencials normals de reducció positius), com el coure, el mercuri i l'argent, amb despreniment de diòxid de sofre {\displaystyle {\ce {SO2}}} per reducció de l'anió sulfat {\displaystyle {\ce {SO4^2-}}}. Passa igual amb no-metalls com el carboni o el sofre:
{\displaystyle {\ce {Cu + 2H2SO4 -> CuSO4 + 2H2O + SO2}}}{\displaystyle {\ce {C + 2H2SO4 -> CO2 + 2H2O + 2SO2}}}{\displaystyle {\ce {S + 2H2SO4 -> 2H2O + 3SO2}}}
Per contra, l'àcid sulfúric diluït oxida i dissol metalls més reductors que l'hidrogen (potencials normals de reducció negatius), com són el ferro, el zinc i l'alumini, amb despreniment d'hidrogen {\displaystyle {\ce {H2}}} sense reducció de l'anió sulfat {\displaystyle {\ce {SO4^2-}}}:
{\displaystyle {\ce {Zn + H2SO4 -> ZnSO4 + H2}}}

#### Propietats àcides
L'àcid sulfúric, en dissolució diluïda en aigua, experimenta dues ionitzacions, una per cada hidrogen. La primera constant d'acidesa és de l'ordre de 1000, corresponent a un àcid molt fort totalment dissociat; la segona constant d'acidesa val 1,2×10−2. Les reaccions són:
{\displaystyle {\ce {H2SO4 + H2O -> HSO4- + H3O+}}}{\displaystyle {\ce {HSO4- + H2O <=>> SO4^2- + H3O+}}}

## Fabricació
L'àcid sulfúric es produeix a partir del sofre, l'oxigen i l'aigua via el convencional procés de contacte i pel procediment humit d'àcid sulfúric que és una variant de l'anterior.

### Procés de contacte
Aquest mètode es posà en pràctica el 1901, malgrat havia estat patentat a Anglaterra el 1831 per l'industrial Peregine Phillips, i ha esdevingut el mètode més emprat en l'actualitat. Consta de quatre fases:
1a fase: En el primer pas es crema sofre, o es torren sulfurs, per a produir diòxid de sofre {\displaystyle {\ce {SO2}}}.
{\displaystyle {\ce {S(s) + O2(g) -> SO2(g)}}}

Esquema del mètode de contacte partint de pirita

2a fase: El diòxid de sofre obtingut s'ha de purificar molt bé per eliminar impureses de triòxid de diarseni {\displaystyle {\ce {As2O3}}} i altres substàncies que enverinen el catalitzador i disminueixen la seva eficàcia. per dur-ho a terme es fa passar el gas per separadors de pols, mecànics o electroestàtics, es neteja amb aigua i després amb àcid sulfúric concentrat. Aquests processos tenen lloc en torres on el gas es sotmès a l'acció a contracorrent d'un flux de líquid en sentit contrari.
3a fase: A continuació el diòxid de sofre ja net és oxidat a triòxid de sofre {\displaystyle {\ce {SO3}}} usant aire en presència de platí (actualment no s'empra) o mescles d'òxid de ferro(III) amb un poc de d'òxid de coure(II) o mescles amb òxid de vanadi(V) {\displaystyle {\ce {V2O5}}}, que fan la funció de catalitzadors. Aquesta reacció és reversible i la formació de triòxid de sofre és exotèrmica.
{\displaystyle {\ce {2SO2(g) + O2(g) <=> 2SO3(g)}}}
4a fase: El triòxid de sofre s'absorbeix en 97–98% {\displaystyle {\ce {H2SO4}}} per formar òleum ({\displaystyle {\ce {H2S2O7}}}), també conegut com a àcid sulfúric fumant. L'òleum es dilueix amb aigua per a formar àcid sulfúric concentrat.

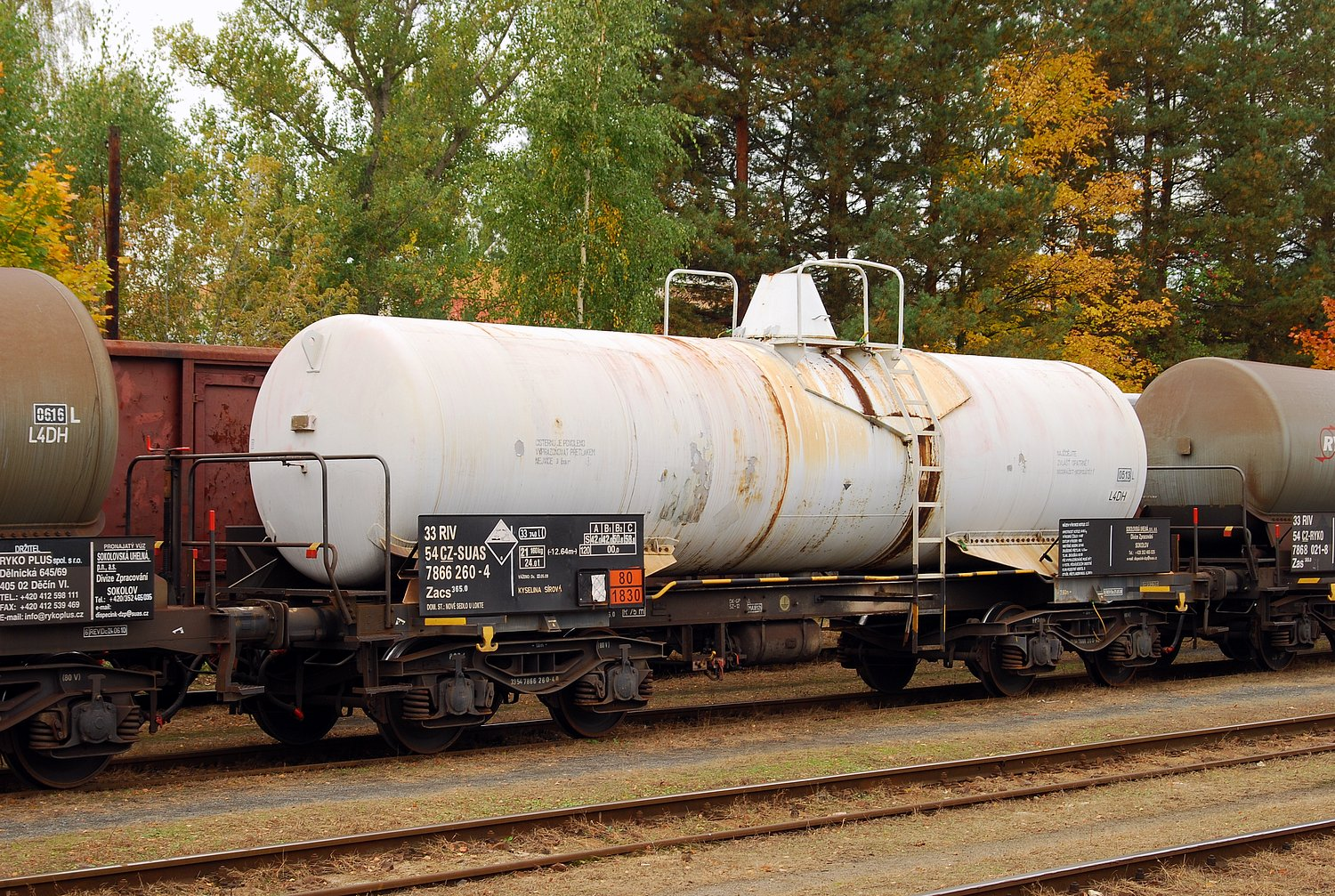
Transport d'àcid sulfúric per ferrocarril

{\displaystyle {\ce {H2SO4(l) + SO3(g) -> H2S2O7(l)}}}{\displaystyle {\ce {H2S2O7(l) + H2O(l) -> 2H2SO4(l)}}}
S'ha de dir que no és pràctic dissoldre directament el {\displaystyle {\ce {SO3}}} en aigua pel fet de presentar una reacció altament exotèrmica i perquè, en lloc d'un líquid, forma un aerosol corrosiu molt difícil de separar.

### Altres mètodes
Un altre procediment menys conegut és el mètode del disulfit, en el qual el disulft es posa al fons d'un recipient i s'afegeix àcid clorhídric d'una concentració 12,6 molar. El gas que resulta es fa bombollejar a través d'àcid nítric el qual allibera vapors marrons/vermells.
En el laboratori es pot produir àcid sulfúric cremant sofre en l'aire i dissolent el gas produït en una solució de peròxid d'hidrogen.
{\displaystyle {\ce {SO2 + H2O2 -> H2SO4}}}
Abans de l'any 1900, la majoria de l'àcid sulfúric es fabricava pel procediment de les cambres de plom.

## Usos

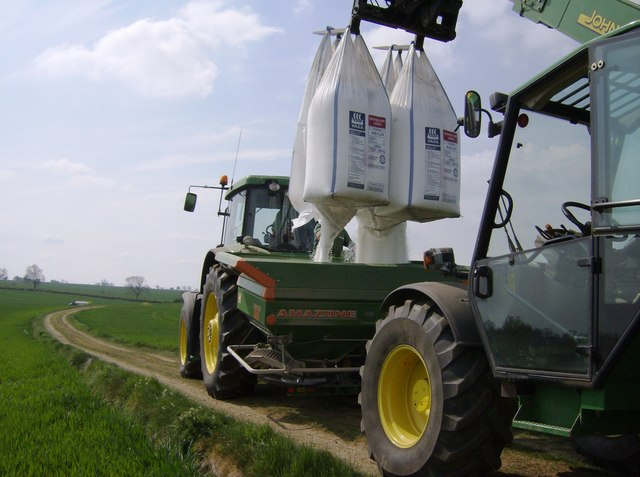
Us de fertilitzants

L'àcid sulfúric és un dels productes químics industrials de major volum produïts al món. La producció de fertilitzants, especialment els fertilitzants a partir d'àcid fosfòric {\displaystyle {\ce {H3PO4}}} de procés humit, és el principal mercat d'ús final de l'àcid sulfúric, que suposa més del 60% del consum mundial total el 2017. Es parteix dels fosfats de les mines i cada any se'n processen més de 100 milions de tones. La roca fosfatada es coneix com a fluorapatita, i és tractada amb un 93% d'àcid sulfúric amb la qual cosa s'obté sulfat de calci {\displaystyle {\ce {CaSO4}}} i àcid fosfòric i com a residu fluorur d'hidrogen. La reacció és:
{\displaystyle {\ce {Ca3(PO4)2(s) + 3H2SO4(l) + 6H2O(l) -> 2H3PO4(l) + 3CaSO4*H2O(s)}}}
Seguidament l'àcid fosfòric es fa reaccionar amb amoníac per donar dihidrogenfosfat d'amoni o hidrogenfosfat d'amoni, que s'empren com a fertilitzants:
{\displaystyle {\ce {H3PO4 + NH3 -> (NH4)H2PO4}}}{\displaystyle {\ce {H3PO4 + 2NH3 -> (NH4)2HPO4}}}
L'àcid fosfòric també s'empra per produir fosfat de trisodi per a detergents. Al voltant del 17% de l'àcid sulfúric mundial es consumeix per uns 20 processos químics variats. Els principals motors de creixement a nivell global en ordre decreixent són l'ús d'àcid fosfòric, diòxid de titani, àcid fluorhídric, sulfat d'amoni i el processament d'urani i aplicacions metal·lúrgiques.
El sulfat d'amoni {\displaystyle {\ce {(NH4)2SO4}}} també és un fertilitzant agrícola important i principalment és un subproducte de la siderúrgia. Per reacció de l'amoni amb àcid sulfúric l'amoni cristal·litza com una sal.
També es fa servir àcid sulfúric en grans quantitats en la indústria del ferro i l'acer per treure el rovell de l'oxidació abans de vendre'l a la indústria de l'automòbil i altres. Sovint es recicla l'àcid sulfúric en plantes de regeneració.

Producció mundial per països d'àcid sulfúric

La manufactura del sulfat d'alumini també empra àcid sulfúric i el primer producte es fa servir per fabricar paper. L'àcid sulfúric s'utilitza també en les plantes de tractament de l'aigua per a filtrar impureses i millorar el gust de l'aigua. El sulfat d'alumini es fa tractant la bauxita amb àcid sulfúric.
Entre altres moltes utilitats l'àcid sulfúric és l'habitual catalitzador per a fer nylon, refinació de petroli, obtenció de gasolina i en bateries d'automòbils. També, en la seva forma concentrada, és un agent deshidratant.
El cicle de sofre-iode són una sèrie de reaccions químiques serveix per obtenir hidrogen, on també es fa servir àcid sulfúric. És una forma d'obtenir grans quantitats d'hidrogen a baix cost però encara té problemes de seguretat.